# Deutsche Alpine Skimeisterschaften 2025
Die Deutschen Alpinen Skimeisterschaften 2025 fanden vom 3. April bis 6. April 2025 in der Axamer Lizum (Österreich) in den Disziplinen Abfahrt, Super-G, Riesenslalom und Slalom statt. Die Rennen waren international besetzt, um die Deutsche Meisterschaft fuhren jedoch nur die deutschen Teilnehmer.

## Herren

### Abfahrt
| Platz | Name                   | Zeit        |
| ----- | ---------------------- | ----------- |
| 01    | Luis Vogt              | 0:56,50 min |
| 02    | Romed Baumann          | 0:57,01 min |
| 03    | Valentin Jachmann      | 0:57,02 min |
| 04    | Benno Brandis          | 0:57,21 min |
| 05    | Lauris Opmanis         | 0:57,57 min |
| 06    | Simon Widmesser        | 0:57,64 min |
| 07    | Lukas Krauss           | 0:57,70 min |
| 08    | Juhan Luik             | 0:57,75 min |
| 09    | Attila Eberhard Banyai | 0:57,83 min |
| 010   | Aaron Pedimina         | 0:57,91 min |
| 010   | David Ehrenmüller      | 0:57,91 min |

Datum: 3. April 2025

Ort: Axamer Lizum (AUT)

Start: 2100 m, Ziel: 1609 m

Länge: 2030 m

Höhendifferenz: 491 m

Tore: 20

### Super-G
| Platz | Name              | Zeit        |
| ----- | ----------------- | ----------- |
| 01    | Florian Schieder  | 1:03,04 min |
| 02    | Benno Brandis     | 1:03,10 min |
| 03    | Lukas Krauss      | 1:03,18 min |
| 04    | Romed Baumann     | 1:03,32 min |
| 05    | Anton Grammel     | 1:03,54 min |
| 06    | Luis Vogt         | 1:03,73 min |
| 07    | Marinus Sennhofer | 1:03,76 min |
| 08    | Tim Ranner        | 1:04,20 min |
| 08    | Simon Widmesser   | 1:04,20 min |
| 010   | Florian Strauss   | 1:04,27 min |

Datum: 4. April 2025

Ort: Axamer Lizum (AUT)

Start: 2100 m, Ziel: 1609 m

Länge: 2030 m

Höhendifferenz: 491 m

Tore: 36

### Riesenslalom
| Platz | Name              | Zeit        |
| ----- | ----------------- | ----------- |
| 01    | Anton Grammel     | 2:00,64 min |
| 02    | Fabian Gratz      | 2:00,88 min |
| 03    | Hannes Amman      | 2:00,93 min |
| 04    | Lukas Passrugger  | 2:01,10 min |
| 05    | Hayata Wakatsuki  | 2:01,29 min |
| 06    | Marinus Sennhofer | 2:01,30 min |
| 07    | Fabio Gstrein     | 2:01,34 min |
| 08    | Jonas Stockinger  | 2:02,44 min |
| 09    | Moritz Wiesler    | 2:03,06 min |
| 010   | Felix Norys       | 2:03,21 min |

Datum: 5. April 2025

Ort: Axamer Lizum (AUT)

Start: 1990 m, Ziel: 1609 m

Länge: 1046

Höhendifferenz: 381 m

Tore 1. Lauf: 40, Tore 2. Lauf: 42

### Slalom
| Platz | Name               | Zeit        |
| ----- | ------------------ | ----------- |
| 01    | Linus Straßer      | 1:33,79 min |
| 02    | Mario Gramshammer  | 1:34,74 min |
| 03    | Fabian Himmelsbach | 1:34,85 min |
| 04    | Anton Tremmel      | 1:35,08 min |
| 05    | Marinus Sennhofer  | 1:35,18 min |
| 06    | Jakob Greber       | 1:35,22 min |
| 07    | Erik Read          | 1:35,44 min |
| 08    | Fabio Walch        | 1:35,54 min |
| 09    | Benno Brandis      | 1:35,57 min |
| 010   | Dominik Zerhoch    | 1:35,58 min |

Datum: 6. April 2025

Ort: Axamer Lizum (AUT)

Start: 1784 m, Ziel: 1609 m

Länge: 594 m

Höhendifferenz: 175 m

Tore 1. Lauf: 60, Tore 2. Lauf: 60

## Damen

### Abfahrt
| Platz | Name                   | Zeit        |
| ----- | ---------------------- | ----------- |
| 01    | Kira Weidle-Winkelmann | 0:58,73 min |
| 02    | Nicole Eibl            | 0:59,10 min |
| 03    | Pia Hauzenberger       | 0:59,45 min |
| 04    | Anna Schilcher         | 0:59,61 min |
| 05    | Fabiana Dorigo         | 0:59,65 min |
| 06    | Sabrina Simader        | 0:59,86 min |
| 07    | Eva Schachner          | 1:00,05 min |
| 08    | Lisa Seebacher         | 1:00,49 min |
| 09    | Carla Dittmar          | 1:00,81 min |
| 010   | Olivia Wenk            | 1:01,04 min |

Datum: 3. April 2025

Ort: Axamer Lizum (AUT)

Start: 2100 m, Ziel: 1609 m

Länge: 2030 m

Höhendifferenz: 491 m

Tore: 20

### Super-G
| Platz | Name                   | Zeit        |
| ----- | ---------------------- | ----------- |
| 01    | Lena Dürr              | 1:05,12 min |
| 02    | Kira Weidle-Winkelmann | 1:05,37 min |
| 03    | Fabiana Dorigo         | 1:06,18 min |
| 04    | Franca Salhi           | 1:06,20 min |
| 05    | Anna Schilcher         | 1:06,55 min |
| 06    | Carla Dittmar          | 1:07,72 min |
| 07    | Lisa Seebacher         | 1:07,78 min |
| 08    | Isabella Schmelmer     | 1:08,28 min |
| 09    | Sabrina Simader        | 1:08,36 min |
| 010   | Emily Wörle            | 1:08,45 min |

Datum: 4. April 2025

Ort: Axamer Lizum (AUT)

Start: 2100 m, Ziel: 1609 m

Länge: 2030 m

Höhendifferenz: 491 m

Tore: 36

### Riesenslalom
| Platz | Name                   | Zeit        |
| ----- | ---------------------- | ----------- |
| 01    | Fabiana Dorigo         | 1:55,48 min |
| 02    | Jessica Hilzinger      | 1:56,08 min |
| 03    | Jana Fritz             | 1:56,79 min |
| 04    | Lena Dürr              | 1:57,09 min |
| 05    | Lara-Marie Wies        | 1:57,20 min |
| 06    | Kira Weidle-Winkelmann | 1:57,25 min |
| 07    | Emma Wieser            | 1:57,66 min |
| 08    | Charlotte Grandinger   | 1:57,99 min |
| 09    | Elina Lipp             | 1:58,57 min |
| 010   | Roni Remme             | 1:58,88 min |

Datum: 5. April 2025

Ort: Axamer Lizum (AUT)

Start: 1990 m, Ziel: 1609 m

Länge: 1046

Höhendifferenz: 381 m

Tore 1. Lauf: 39, Tore 2. Lauf: 39

### Slalom
| Platz | Name                    | Zeit        |
| ----- | ----------------------- | ----------- |
| 01    | Emma Wieser             | 1:40,59 min |
| 02    | Jessica Hilzinger       | 1:40,85 min |
| 03    | Roni Remme              | 1:41,34 min |
| 04    | Charlotte Grandinger    | 1:42,24 min |
| 05    | Jana Fritz              | 1:42,47 min |
| 06    | Flavia Diletta Giordano | 1:43,06 min |
| 07    | Lara-Marie Wies         | 1:43,25 min |
| 08    | Laila Illig             | 1:43,55 min |
| 09    | Elina Lipp              | 1:44,05 min |
| 010   | Kathrin Stock           | 1:44,51 min |

Datum: 6. April 2025

Ort: Axamer Lizum (AUT)

Start: 1784 m, Ziel: 1609 m

Länge: 594 m

Höhendifferenz: 175 m

Tore 1. Lauf: 57, Tore 2. Lauf: 57